# Trichosaundersia rubripila
Trichosaundersia rubripila là một loài ruồi trong họ Tachinidae.